# Первак, Пётр Васильевич
Пётр Васильевич Первак (род. в 1932 году, село Чухели, Хмельницкая область, УССР) — тракторист совхоза «Бородулихинский» Бородулихинского района Семипалатинской области. Герой Социалистического Труда (13.12.1972).

## Биография
В 1932 году в селе Чухели Хмельницкой области Украинской ССР родился Пётр Васильевич Первак.
Работать начал в 1954 году трактористом на МТС им. Тельмана Новошульбинского района Семипалатинской области (ныне Бородулихинский район Восточно-Казахстанской области). После закрытия МТС им. Тельмана работал механизатором в селе Стеклянка совхоза «Бородулиха», получил звание лучшего механизатора совхоза.
Поддерживая посевную технику, Петр Васильевич Первак, добился высоких показателей в уборке урожая. Он отличался особым трудом, особенно в девятую пятилетку. В 1971 году П. В. Первак продуктивно трудился в весенне-полевых и кормозаготовительных работах, во время вспашки земли разработал 1675 гектаров вместо 1000 гектаров плановыъх. В 1972 году производство продукции составило 1480 га вместо плана 1236 га на каждый трактор. Во время уборки урожая при плане 303 га убрано 709 га, намолочено 15 600 центнеров зерна. Петр Васильевич за два года сэкономил 2520 килограмм ГСМ.
Указом от 13 декабря 1972 года удостоен звания Герой Социалистического Труда.
Был депутатом Новошульбинского районного Совета депутатов трудящихся.
Жил в селе Стеклянка Новошульбинского района Семипалатинской области. В начале 2000-х село упразднено.

## Награды
Имеет следующие награды:
- Герой Социалистического Труда (13.12.1972)
- Орден Ленина (1972)
- Орден Октябрьской Революции (08.04.1971)
- Орден Дружбы народов (19.02.1981)
- Орден Знак Почёта (19.04.1967)